# Luz Sánchez-Mellado
Luz Sánchez-Mellado Bonilla (Alacant, 1966) és una periodista espanyola, columnista d'El País i col·laboradora d'altres mitjans com la Cadena SER, Televisió Espanyola o la revista Harper's Bazaar. Durant les tres dècades que ha exercit com a periodista, ha escrit els llibres Estereotipas i Ciudadano Cortés, i el seu treball ha estat reconegut amb el Premi Periodístic Luis Portero de "Promoción del Donante de Órganos y Tejidos en Andalucía", el guardó Forces i Cossos de Seguretat de l'Estat i el Premi Nacional contra la Violència de Gènere.

## Trajectòria
Sánchez-Mellado va començar a col·laborar en el diari El País quan tenia 19 anys, mentre estudiava la Llicenciatura en Periodisme a la Universitat Complutense de Madrid. En aquestes primeres col·laboracions, enviava a la secció local de Madrid notícies des d'Alcalá de Henares, on residia. Des de llavors ha seguit vinculada a aquest mitjà. Durant dues dècades va escriure en El País Semanal reportatges de temàtica social, relacions personals i entrevistes amb destacats personatges de l'art, la ciència i la política.
Des de maig de 2015, Sánchez-Mellado escriu la columna d'última pàgina dels dijous en aquest mateix periòdic. També va tenir un vídeoblog anomenat Los trajes de Luz, en els quals realitzava breus anàlisis sobre personatges destacats de l'actualitat. També és col·laboradora en la Cadena SER, i ha participat a un altre programes de la mateixa emissora com El Grupo.
Al febrer de 2020, va participar com convidada en les trobades organitzades per Chicas Poderosas.

## Reconeixements
El 1990, guardonada amb el "Premio Ciudad de Alcalá de Periodismo" per la seva col·lecció d'articles publicats al diari El País.
En 2008, va rebre El Premi Periodístic Luis Portero de "Promoción del Donante de Órganos y Tejidos en Andalucía" pel seu reportatge "Supervivientes. Plusmarquistas del Trasplante", publicat en l'El País Semanal, el 3 d'agost de 2008. Aquest reconeixement es va crear per promoure la divulgació a través dels mitjans de comunicació de l'acció positiva i solidària de la donació d'òrgans i teixits a Andalusia.
També ha estat reconeguda amb el guardó Forces i cossos de seguretat de l'Estat, la finalitat del qual és promoure i consolidar el paper dels mitjans de comunicació en la transmissió i divulgació de les activitats que desenvolupen, i el Premi Nacional contra la Violència de Gènere.

## Obra
Sánchez-Mellado va conviure amb Juan José Cortés, el pare de Mari Luz, la nena assassinada a Huelva, i la seva família i va entrevistar a personatges del seu entorn per crear un retrat íntim de Juan José Cortés, que va plasmar en el llibre Ciudadano Cortés (Plaza & Janés). I, en 2012, Plaza & Janés va publicar una recopilació de la seva sèrie de columnes publicades en El País, Estereotipas, en el qual retrata a perfils de dones supervivents al treball, els fills, marits, fins i tot, als seus congèneres.